# Daphné Bavelier
Daphné Bavelier née en 1966 à Paris est une biologiste française en neurosciences cognitives, directrice de département à l'université de Genève, spécialiste de l’impact des nouvelles technologies sur le cerveau humain, notamment celui des jeux vidéos.

## Biographie
Après une formation en biologie à l’École normale supérieure de jeunes filles (promotion 1985), elle obtient son doctorat en Brain and Cognitive Sciences au Massachusetts Institute of Technology à Boston et se forme à la plasticité dans le cerveau humain au Salk Institute, San Diego, sous la direction d'Helen Neville. Elle travaille d'abord dans le département de neurologie à l’Université de Georgetown, puis, en 1999, au département des sciences cognitives et du cerveau à l’université de Rochester.
Elle est cofondatrice d'Akili Interactive, une société américaine qui développe des jeux vidéo thérapeutiques et participe à des comités d'experts du World Economic Forum, comme le projet New Vision for Education : Unlocking the potential of technology.

## Recherches
Pionnière dans le domaine des recherches sur l'influence des jeux vidéos sur les capacités cognitives, elle étudie particulièrement les jeux de tir. « Ils sont extrêmement complexes et variables, explique-t-elle. Les joueurs doivent garder de nombreux objets à l’œil simultanément et sont constamment bombardés de nouvelles informations. ».
Ses recherches ont montré que les jeux d’action développent les capacités cognitives du cerveau.
Des non-joueurs exposés aux jeux vidéo d'action améliorent leur sensibilité au contraste et leur capacité à détecter les nuances de gris. Ils sont également en mesure de détecter plus rapidement les nouvelles informations qui leur parviennent et de devenir de meilleurs multitâches. Ils pourraient également améliorer l'acuité visuelle de l'œil amblyope.
En juin 2012, elle donne une conférence TED : « Your brain on video games » (Votre cerveau sous jeux vidéo), visionnée plus de 7 millions de fois.

## Distinctions
- En 2019, elle reçoit le prix Klaus J. Jacobs de la Recherche doté d'un million de francs suisses[10] pour ses travaux sur la promotion de la plasticité cérébrale et l'apprentissage par le jeu[11].
- En 2018, elle est nommée membre de l'American Psychological Society en reconnaissance de ses "contributions exceptionnelles et soutenues à la science de la psychologie"[1].
- En 2008, elle est finaliste dans la catégorie "faculté" pour le prix Blavatnik des jeunes scientifiques[1].
- En 2000, elle reçoit le prix John Merck Scholar Award[1],[2]

## Publications
Daphné Bavelier est l'autrice ou la co-autrice de plus d'une centaine de publications scientifiques.